# Euciroa eburnea
Euciroa eburnea is een tweekleppigensoort uit de familie van de Euciroidae. De wetenschappelijke naam van de soort is voor het eerst geldig gepubliceerd in 1891 door Wood-Mason & Alcock.